# Bhokarhedi
Bhokarhedi là một thị xã và là một nagar panchayat của quận Muzaffarnagar thuộc bang Uttar Pradesh, Ấn Độ.

## Nhân khẩu
Theo điều tra dân số năm 2001 của Ấn Độ, Bhokarhedi có dân số 15.973 người. Phái nam chiếm 54% tổng số dân và phái nữ chiếm 46%. Bhokarhedi có tỷ lệ 51% biết đọc biết viết, thấp hơn tỷ lệ trung bình toàn quốc là 59,5%: tỷ lệ cho phái nam là 59%, và tỷ lệ cho phái nữ là 41%. Tại Bhokarhedi, 17% dân số nhỏ hơn 6 tuổi.